# Anna Sulima
Anna Sulima-Jagiełowicz, née en 1969, est une pentathlète polonaise.

## Palmarès
| Discipline/Année                         | 1988 | 1989 | 1990 | 1991 | 1992 | 1993 | 1994 | 1995 | 1996 | 1997 | 1998 | 1999 | 2000 |
| ---------------------------------------- | ---- | ---- | ---- | ---- | ---- | ---- | ---- | ---- | ---- | ---- | ---- | ---- | ---- |
| Jeux olympiques Individuel               | -    | -    | -    | -    | -    | -    | -    | -    | -    | -    | -    | -    | -    |
| Championnats du monde seniors Individuel | -    | -    | -    | -    | -    | -    | -    | -    | -    | -    | 1e   | -    | -    |
| Championnats du monde seniors Équipe     | 1e   | 1e   | 1e   | 1e   | 1e   | -    | 2e   | 1e   | 3e   | -    | 1e   | -    | 1e   |
| Championnats du monde seniors Relais     | -    | -    | -    | 1e   | -    | -    | 1e   | -    | -    | 2e   | 1e   | -    | -    |
| Championnats d'Europe seniors Individuel | -    | -    | -    | 3e   | -    | -    | -    | -    | -    | -    | -    | -    | -    |
| Championnats d'Europe seniors Équipe     | -    | 1e   | -    | -    | -    | -    | -    | -    | -    | 1e   | 2e   | 3e   | -    |
| Championnats d'Europe seniors Relais     | -    | -    | -    | -    | -    | -    | -    | -    | -    | -    | 3e   | 1e   | -    |
| Championnats de Pologne Individuel       | -    | -    | -    | -    | -    | -    | -    | -    | -    | -    | -    | -    | -    |

Ce palmarès n'est pas complet